# Fermi Linux
Fermi Linux – zwyczajowa nazwa dystrybucji Linuksa stworzonych i używanych w Fermi National Accelerator Laboratory (Fermilab). Dystrybucje te mają różne nazwy: Fermi Linux, Fermi Linux LTS, LTS, Scientific Linux Fermi, SLF. Obecnie, jedyna oficjalnie wspierana dystrybucja Fermi Linux to Scientific Linux Fermi, która bazuje na dystrybucji Scientific Linux.

## Historia

### Wersje dystrybucji
| Wydanie                    | Numer wydania | Nazwa    | Architektury | Data wydania |
| -------------------------- | ------------- | -------- | ------------ | ------------ |
| Fermi Linux                | 5.0.2         | n/a      | ?            | 1998-08-31   |
| Fermi Linux                | 5.2.1         | Charm    | ?            | 1999-08-16   |
| Fermi Linux                | 6.1.1         | Strange  | ?            | 2000-05-07   |
| Fermi Linux                | 7.1.1         | Top      | ?            | 2001-08-29   |
| Fermi Linux                | 7.3.1         | Bottom   | ?            | 2002-09-13   |
| Fermi Linux                | 9.0.1         | Up       | ?            | 2003-05-07   |
| Fermi Linux                | 7.1.2         | Top      | ?            | 2003-08-27   |
| Fermi Linux LTS            | 3.0.1         | Feynman  | i386         | 2004-01-26   |
| Fermi Linux                | 7.3.2         | Bottom   | ?            | 2004-02-27   |
| Scientific Linux Fermi LTS | 3.0.3         | Feynman  | i386         | 2004-10-01   |
| Scientific Linux Fermi LTS | 3.0.4         | Feynman  | i386, x86-64 | 2005-02-22   |
| Scientific Linux Fermi LTS | 3.0.5         | Feynman  | i386, x86-64 | 2005-08-29   |
| Scientific Linux Fermi LTS | 4.1           | Wilson   | i386         | 2005-09-20   |
| Scientific Linux Fermi LTS | 4.2           | Wilson   | i386, x86-64 | 2006-01-25   |
| Scientific Linux Fermi LTS | 4.4           | Wilson   | i386, x86-64 | 2006-10-25   |
| Scientific Linux Fermi LTS | 3.0.8         | Feynman  | i386, x86-64 | 2006-11-10   |
| Scientific Linux Fermi     | 5.0           | Lederman | i386, x86-64 | 2007-09-10   |
| Scientific Linux Fermi     | 6.1           | Ramsey   | i386, x86-64 | 2011-12-14   |
| Scientific Linux Fermi     | 6.2           | ?        | i386, x86-64 | 2012-05-07   |

| Wydanie                    | Numer wydania | Data                      |
| -------------------------- | ------------- | ------------------------- |
| Fermi Linux                | 5.0           | b.d.                      |
| Fermi Linux                | 5.2           | b.d.                      |
| Fermi Linux                | 6.1           | b.d.                      |
| Fermi Linux                | 7.1           | 2003-12-31                |
| Fermi Linux                | 7.3           | 2004-12-31                |
| Fermi Linux                | 9.0           | 2004-04-30                |
| Fermi Linux LTS            | 3.0.1         | 2010-10-10                |
| Scientific Linux Fermi     | 5             | najwcześniej w 2013-03-31 |
| Scientific Linux Fermi     | 6             | najwcześniej w 2016-11-30 |
| Scientific Linux Fermi LTS | 3             | 2010-10-10                |
| Scientific Linux Fermi LTS | 4             | 2012-02-02                |

## Fermi Linux LTS
Fermi Linux LTS (Long Term Support) jest forkiem Red Hat Enterprise Linux, skompilowaną na nowo dystrybucją Linuksa, której głównym celem jest zachowanie maksymalnej zgodności binarnej z dystrybucją Red Hat Enterprise Linux.
Projekt został zrealizowany przez pracowników Fermilabu. Zrekompilowali oni kod źródłowy dystrybucji Red Hat Enterprise Linux (w formie srpm) na binarki (w formie rpm), po czym spakowali je do stworzonej przez siebie dystrybucji kompatybilnej z systemem Red Hata tak, jak to tylko możliwe. Celem było zpewnienie, że jeśli program uruchamia i certyfikuje się na Red Hat Enterprise Linux, uruchomi się także na odpowiednim wydaniu Fermi Linux LTS.
Na potrzeby Fermilabu opracowali oni Fermi Linux LTS, co było celem ostatecznym projektu. Jednak ściśle związany z Fermilabem charakter projektu był problematyczny dla osób spoza niego. Ze względu na to zainicjowali oni projekt Scientific Linux dla tych, którzy chcą stabilność Fermi Linux LTS, ale bez wszystkich modyfikacji Fermilabu.
Aktualnie, wersja LTS nie jest dostępna dla użytkowników nie powiązanych z Fermilabem, jednakże Scientific Linux oferuje podobną funkcjonalność, co LTS.